# Marcel Paulus
Marcel Paulus (Grevenmacher, 20 luglio 1920 – Ettelbruck, 19 ottobre 1987) è stato un calciatore lussemburghese, di ruolo attaccante.

## Carriera

### Club
Ha sempre giocato nel campionato lussemburghese.

### Nazionale
Ha rappresentato la Nazionale del suo paese alle Olimpiadi del 1948.